# بانتيغير
بانتيغير (بالإنجليزية: Bantiger)‏ هو أحد جبال سلسلة جبال الألب إيمينتال ويقع في كانتون برن في سويسرا. يحتل المرتبة رقم 444 في قائمة جبال سويسرا من حيث الارتفاع، إذ يبلغ ارتفاعه حوالي 947 متر، بينما يبلغ ارتفاع نتوء الجبل 320 متر.